# Christopher Overton
Christopher Overton, född 1976, är en svensk författare, humorist, textförfattare och kompositör.

## Diskografi
- Bamses sånger. 2003. Två av sångerna med text och musik av Christopher Overton.
- Bamses dunder-hits. 2003. Sex av sångerna med text av Christopher Overton.
- Sånger för små prinsar och prinsessor. 2004. En av sångerna med text och musik av Christopher Overton.
- Dunderfest. 2004. Nio av sångerna med text av Christopher Overton.
- Bamses dunder-hits 2005. 2005. Alla sångerna med text av Christopher Overton.
- Bamses ABC-visor. 2008. Tre av sångerna med text av Christopher Overton.